# 7831 Франсуа-Ксав'єр
7831 Франсуа-Ксав'єр (7831 François-Xavier) — астероїд головного поясу, відкритий 21 березня 1993 року.
Тіссеранів параметр щодо Юпітера — 3,502.